# Menachem Fisch

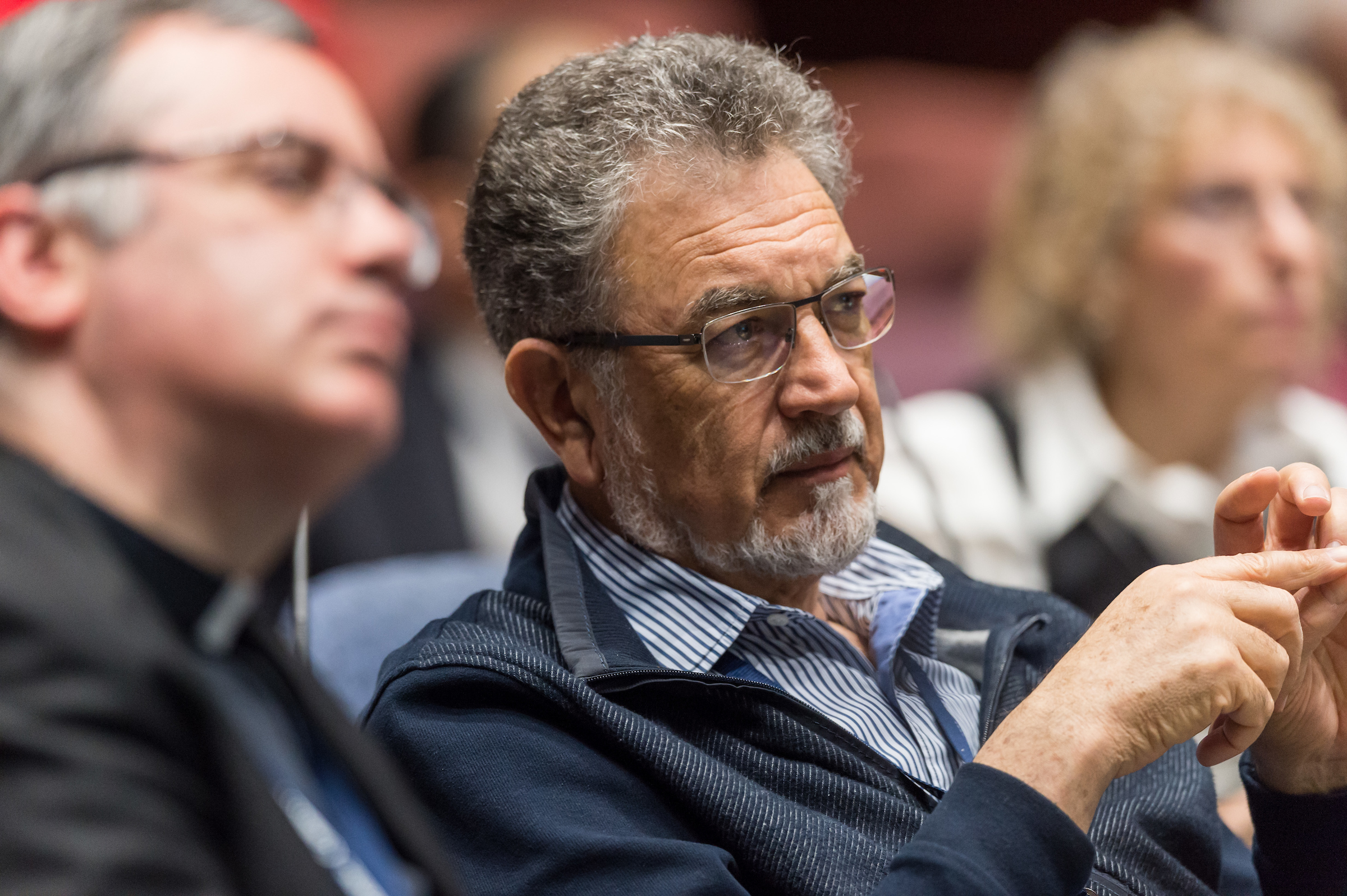
Menachem Fisch (2017)

Menachem Fisch (hebräisch פיש מנחם; * 30. Juli 1948 in Leeds) ist ein israelischer Philosoph.

## Leben
Menachem Fisch studierte an der Universität Tel Aviv und am Queen’s College, Oxford. Fisch ist emeritierter Joseph und Ceil Mazer Professor für Wissenschaftsgeschichte und -philosophie an der Universität Tel Aviv und Co-Direktor des Frankfurt-Tel Aviv Centers for the Study of Religious and Interreligious Dynamics. Außerdem ist er Senior Fellow an der Johann-Wolfgang-Goethe-Universität Frankfurt.

## Forschung
Fischs Forschungsgebiete umfassen die Geschichte der britischen Wissenschaft und Mathematik des 19. Jahrhunderts, Bestätigungstheorie, Rationalität und Handlungstheorie sowie die Theologie der talmudischen Literatur und die Philosophie des talmudischen Rechtsdenkens. Zu seinen aktuellen Arbeiten gehört die Erforschung der Grenzen normativer Selbstkritik, der Dialogismus des Talmuds und die Möglichkeit, eine pluralistische und liberale politische Philosophie aus den Annahmen des traditionellen Judentums heraus zu formulieren.

## Auszeichnungen
- 2016: Humboldt-Preis[3]
- 2017: Ehrenpromotion in Religionsphilosophie von der Goethe-Universität Frankfurt
- 2020: Dagmar Westberg Lectures an der Goethe-Universität Frankfurt

## Publikationen (Auswahl)
- William Whewell Philosopher of Science (1991)
- Rational Rabbis: Science and Talmudic Culture (1997)
- Creatively Undecided: Toward a History and Philosophy of Scientific Agency (2017)[4]
- Qohelet: Searching for a Life Worth Living (2023, mit Debra Band)